# Cezary Gmyz

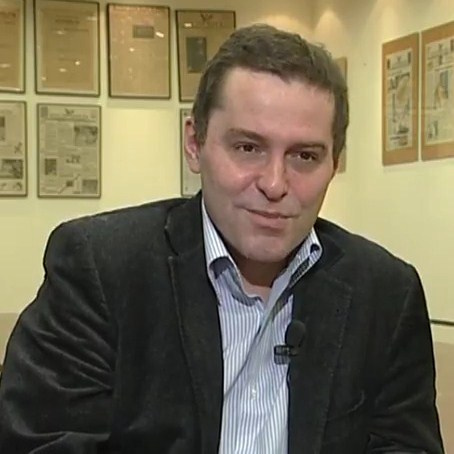
Cezary Gmyz (2017)

Cezary Franciszek Gmyz (* 24. Mai 1967 in Wrocław) ist ein polnischer Journalist, der dem nationalkonservativen Lager um die Partei Recht und Gerechtigkeit (PiS) von Jarosław Kaczyński zugerechnet wird. 2016 wurde er als Korrespondent des öffentlich-rechtlichen Senders Telewizja Polska nach Berlin entsandt.

## Berufsweg
Nach dem Abitur im Stefan-Żeromski-Lyzeum in Wrocław absolvierte der Sohn eines Bergmanns ein Studium der Theaterwissenschaften an der Aleksander-Zelwerowicz-Theaterhochschule Warschau (heutige Aleksander-Zelwerowicz-Theaterakademie Warschau). Während des Studiums bekleidete er den Posten des Vizevorsitzenden des Unabhängigen Studentenverbandes (NZS) an dieser Hochschule.
Seit 1990 ist er als Journalist tätig. Er arbeitete für Warschauer Tageszeitungen und die ökumenische Redaktion von TVP. 2003 erhielt er ein Stipendium der Robert-Bosch-Stiftung in Berlin. 2004 gründete er die „Stiftung Medientandem“, die Informationsreisen für deutsche Journalisten in Polen organisierte. Die Stiftung erhielt nach seinen Angaben anfangs Mittel aus der Robert-Bosch-Stiftung sowie der Konrad-Adenauer-Stiftung. Seit 2009 ist keine Tätigkeit der Stiftung mehr notiert.
Von 2003 bis 2007 gehörte er der Redaktion der Wochenzeitschrift Wprost an, er leitete dort 2006 die innenpolitische Redaktion, anschließend das Ressort Geschichte. Von Juni 2007 bis November 2012 arbeitete er in der Tageszeitung Rzeczpospolita als investigativer Journalist. In dieser Zeitung veröffentlichte er am 30. Oktober 2012 einen Artikel mit der kontroversen Behauptung, dass der Flugunfall von Smolensk 2010 am 10. April 2010 durch einen Trinitrotoluol-Sprengstoffanschlag verursacht gewesen sei. Dank dem Artikel wurde Gmyz landesweit bekannt, wurde aber gemeinsam mit dem verantwortlichen Chefredakteur Tomasz Wróblewski und zwei weiteren Redakteuren „wegen Verletzung der journalistischen Sorgfaltspflicht“ entlassen. Die Version vom Sprengstoffanschlag aber blieb weiterhin Gegenstand von Debatten und Verschwörungstheorien. Der damalige Oppositionspolitiker und spätere Verteidigungsminister Antoni Macierewicz (PiS) erklärte Gmyz' Version zum bewiesenen Faktum. TNT-Spuren wurden sogar in den exhumierten Leichen der Opfer des Flugunfalls gesucht – und nicht gefunden.
2011 und 2012 schrieb Gmyz für die nationalkonservative Wochenzeitschrift Uważam Rze, 2013 wechselte er zur Wochenzeitschrift Do Rzeczy. Seit dem 1. Juli 2013 gehört er dem Aufsichtsrat des nationalkonservativen Fernsehsenders Telewizja Republika an.
Seit September 2016 ist er als Berichterstatter des polnischen öffentlich-rechtlichen Fernsehen Telewizja Polska (TVP) in Berlin tätig. In einer Analyse der Wochenzeitung „Die Zeit“ wurde ihm systematische Verdrehung von Tatsachen in seiner Berichterstattung über Deutschland vorgeworfen.

## Kontroverse
Im Juni 2019 berichtete die Tageszeitung Gazeta Wyborcza, Gmyz sei Mitarbeiter der von der PiS-Führung gegen politische Gegner eingesetzten Antikorruptionsbehörde CBA zu sein. Im November 2022 berichtete ein ehemaliger CBA-Agent, er habe vom CBA-Chef Mariusz Kamiński Materialien bekommen, die Vertreter der Opposition diskreditieren sollten, und diese an Gmyz weitergeleitet, dieser habe sie für eigene Publikationen verwendet oder an PiS-Sympathisanten in den Medien weitergeleitet.

## Privates
Als Mitglied der Evangelisch-Augsburgischen Gemeinde nahm er 2012 als Delegierter der Warschauer Dreifaltigkeitskirche an der Kirchensynode der 13. Periode teil.